# Peñón de Alhucemas

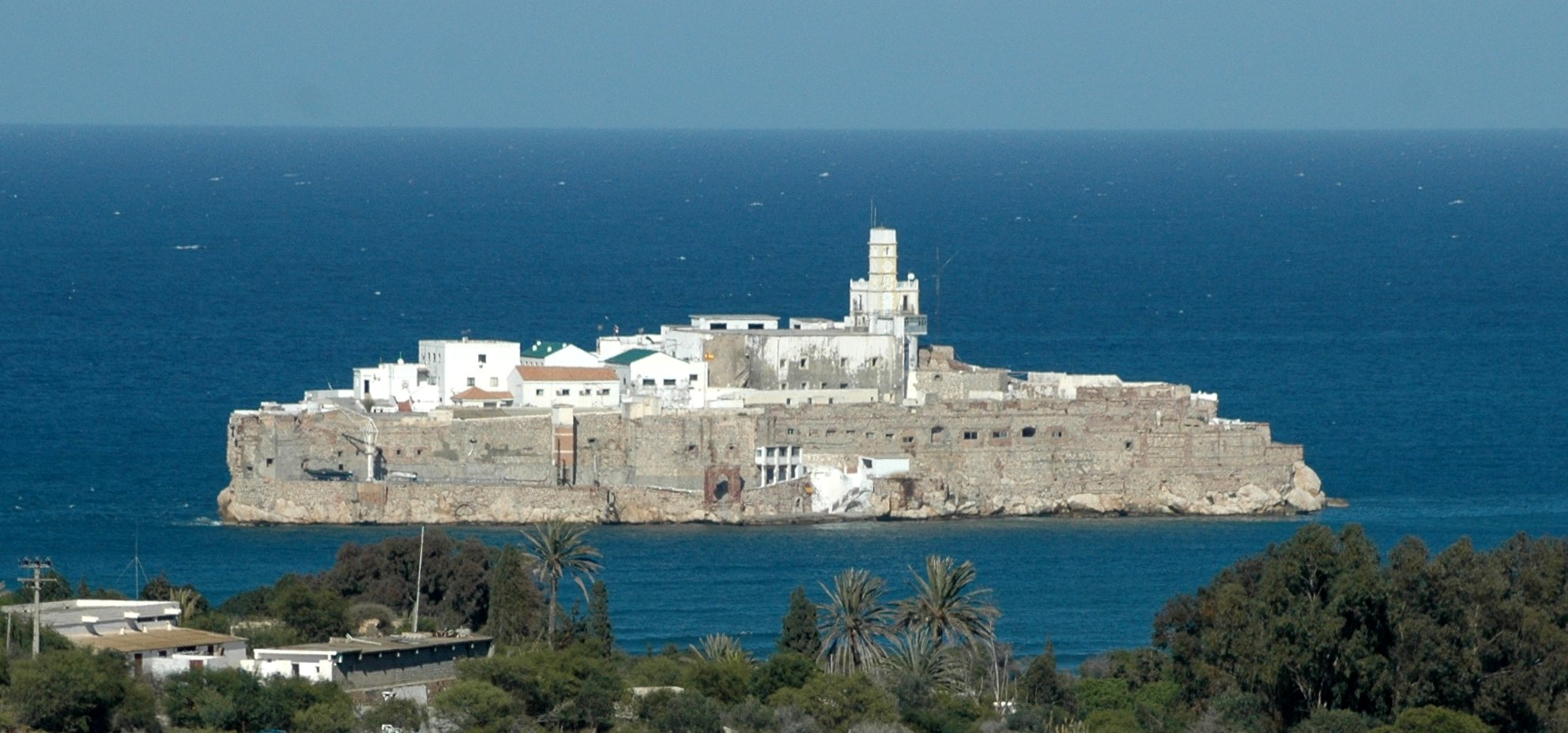
Peñón de Alhucemas.

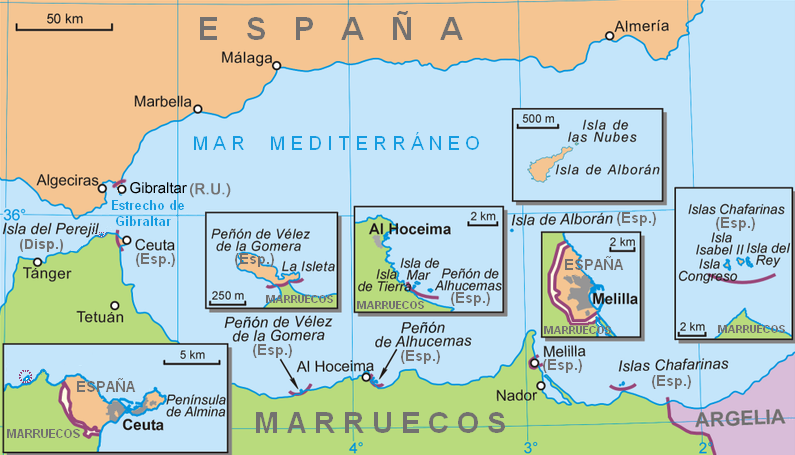
Lägeskarta, Peñón de Alhucemas till höger.

Peñón de Alhucemas (spanska för "Lavendelklippan", arabiska Nekkor) är en spansk liten klippö i Alboránsjön utanför Marockos kust. Klippön är del av de spanska Plazas de soberania men även Marocko gör anspråk på ön.

## Historia
1559 erhöll Spanien under Filip II området från sultanen Muley Abdallah el Galib Billah av Saadi-dynastin i utbyte mot militär hjälp mot det Osmanska riket.
Den 28 augusti 1673 överflyttades öarna under Melillas förvaltning och Spanien upprättade en militärpost på ön som har varit bemannad sedan dess, idag finns ca 60 militärpersonal stationerade här.
Ön kvarstod under Melillas och Spaniens förvaltning efter spansk-marockanska kriget. 1902 erkände Frankrike Spaniens överhöghet över öarna. Den 30 mars 1912 skapades det fransk-spanska protektoratet Marocko (Fèsfördraget) uppdelat på Franska Marocko och Spanska Marocko, protektoratet omfattade dock inte Melilla och Alhucemasöarna som kvarstod under direkt spanskt styre. Även vid Marockos självständighet 1956 kvarstod området under Spanien.
Området ligger nära den landstigningsplats som Frankrike och Spanien använde under Rifkriget 1925 mot upproret bland Rifkabylerna.
När Melilla erhöll autonomistatus (ciudad autónoma) den 14 mars 1995 medföljde även öarna under Melillas förvaltning.
I slutet av augusti och början av september 2012 tog sig en grupp illegala invandrare till ön Isla de Tierra,  en liten del flyttades till Melilla och de flesta återflyttades till Marocko den 4 september.

## Geografi
Peñón de Alhucemas ligger cirka 400 meter utanför Marockos kust nära staden Al Hoceïma, cirka 145 kilometer öster om Ceuta och cirka 90 kilometer väster om Melilla.  
Hela öns yta upptas av den spanska befästningen inklusive byggnader och kyrka för den militärstyrka som Spanien har stationerad där. Öns areal uppgår till ca 0,015 km² med en längd på ca 70 m och ca 50 m bred. Den högsta höjden är 27 m ö.h. Ön är del i ögruppen Islas Alhucemas, cirka 800 m väster om klippön ligger även småöarna Isla de Mar och Isla de Tierra.
Det gamla kyrktornet är ett vida synligt landmärke.